# Křížovice (Doubravník)
Křížovice jsou vesnice, část městyse Doubravník v okrese Brno-venkov v Jihomoravském kraji. Nacházejí se v Hornosvratecké vrchovině, v přírodním parku Svratecká hornatina, asi 2 km na severovýchod od Doubravníku. Žije zde 13 obyvatel. Katastrální území Křížovic má rozlohu 2,01 km².
Je zde umístěna Galerie z ruky výtvarníka Zdeňka Macháčka, kde se v letním období koná řada kulturních akcí.

## Historie
První písemná zmínka o vsi je z roku 1483. Do 80. let 19. století patřily Křížovice k Černvíru, poté byly samostatnou obcí. Součástí Doubravníku jsou Křížovice od roku 1995.
K 1. lednu 2005 byla vesnice Křížovice, jako součást obce Doubravník, společně s dalšími 23 obcemi převedena z okresu Žďár nad Sázavou (Kraj Vysočina) do okresu Brno-venkov (Jihomoravský kraj).

## Obyvatelstvo
| Rok            | 1869 | 1880 | 1890 | 1900 | 1910 | 1921 | 1930 | 1950 | 1961 | 1970 | 1980 | 1991 | 2001 | 2011 | 2021 |
| -------------- | ---- | ---- | ---- | ---- | ---- | ---- | ---- | ---- | ---- | ---- | ---- | ---- | ---- | ---- | ---- |
| Počet obyvatel | 111  | 101  | 111  | 130  | 129  | 119  | 123  | 75   | 72   | 55   | 47   | 16   | 22   | 12   | 13   |
| Počet domů     | 15   | 16   | 17   | 21   | 20   | 19   | 23   | 21   | 20   | 15   | 13   | 12   | 15   | 16   | 15   |

Vývoj počtu obyvatel

## Doprava
Křížovice nejsou s centrální částí městyse Doubravník dopravně spojeny, jedinou příjezdovou cestou je místní komunikace ze Skorotic. Ačkoliv je Doubravník od roku 2005 součástí Integrovaného dopravního systému Jihomoravského kraje (IDS JMK), není do Křížovic zavedena veřejná hromadná doprava.

## Galerie

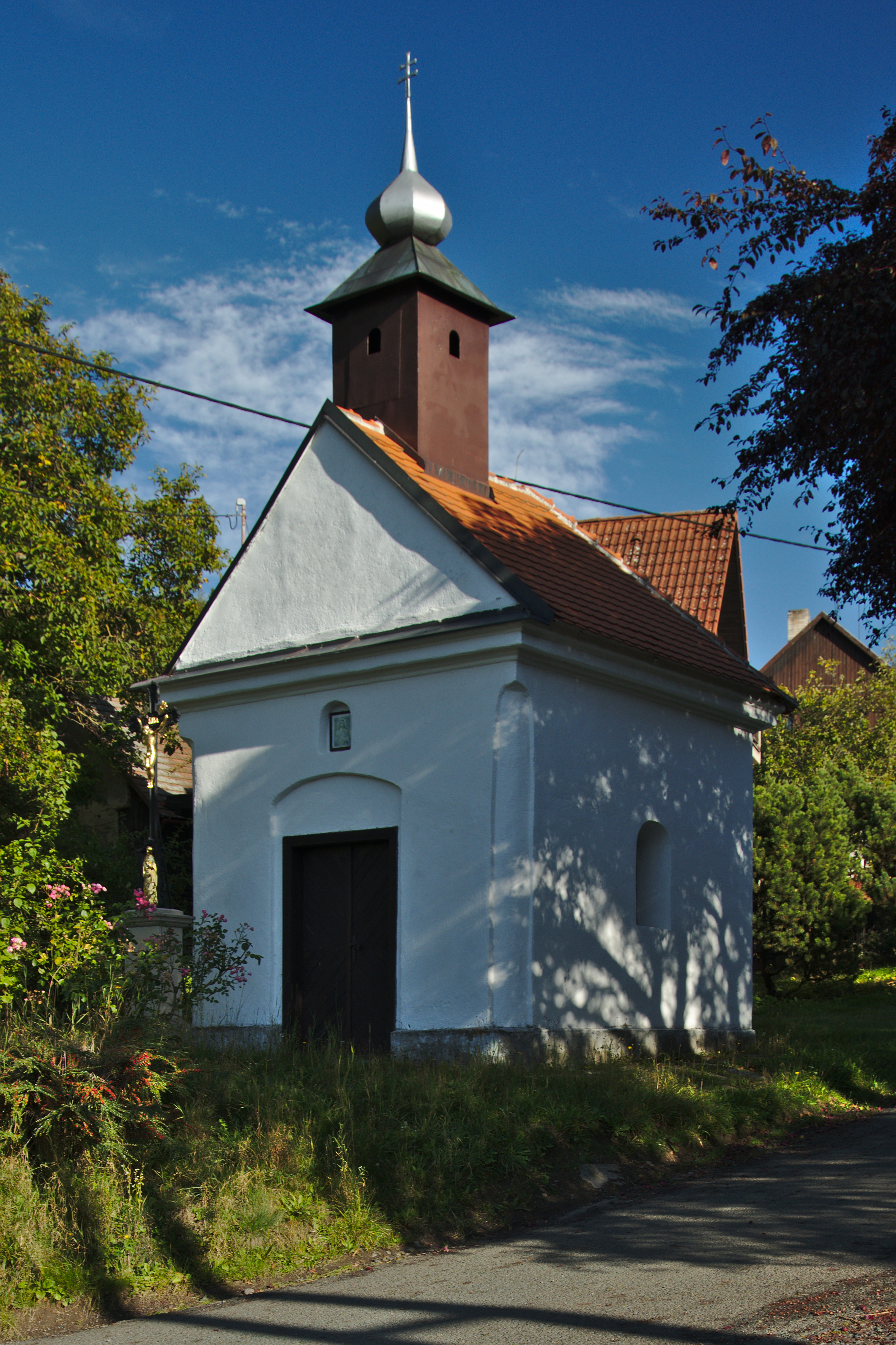
Kaple svatého Cyrila a Metoděje na návsi
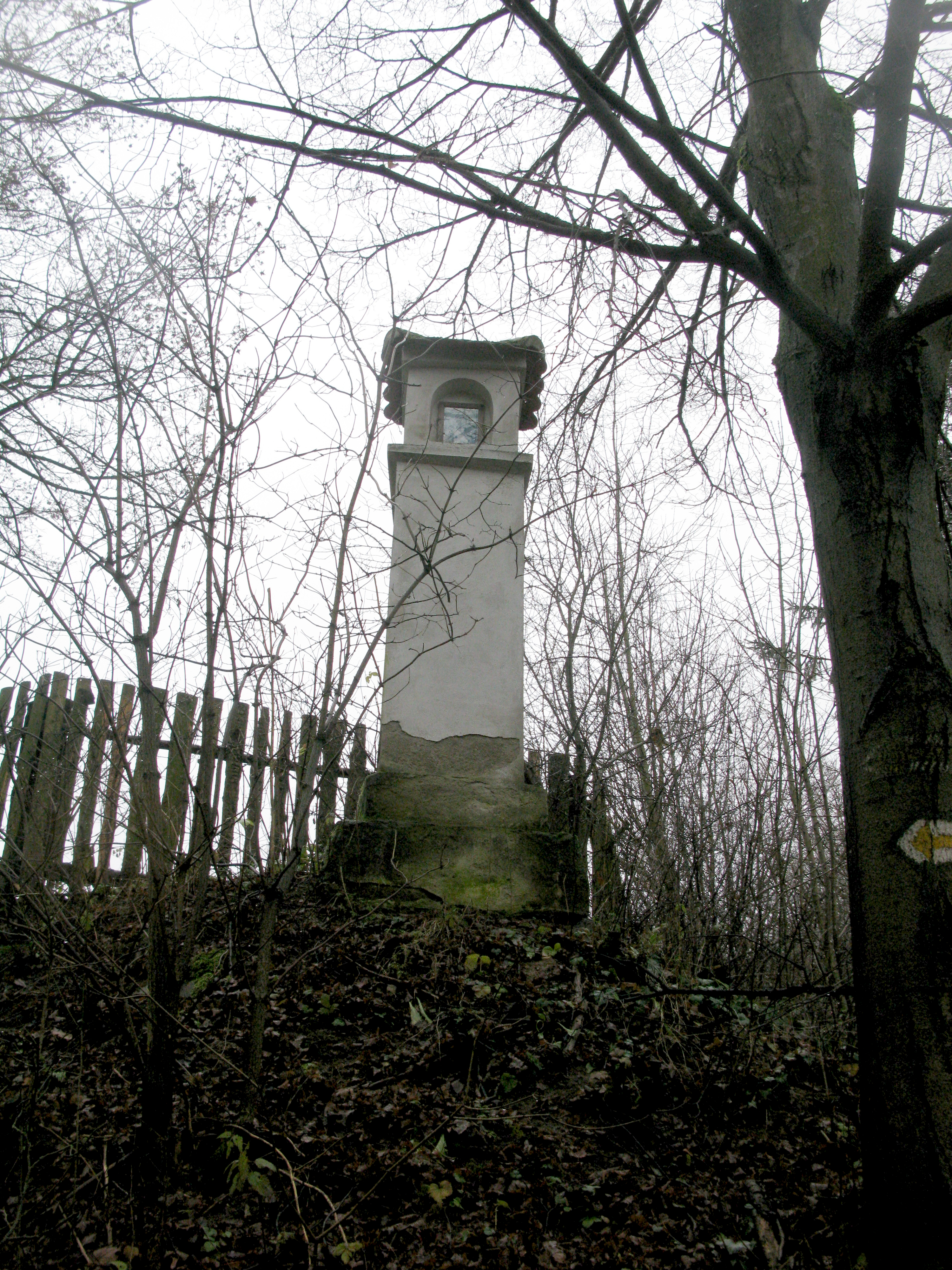
Boží muka ve vsi
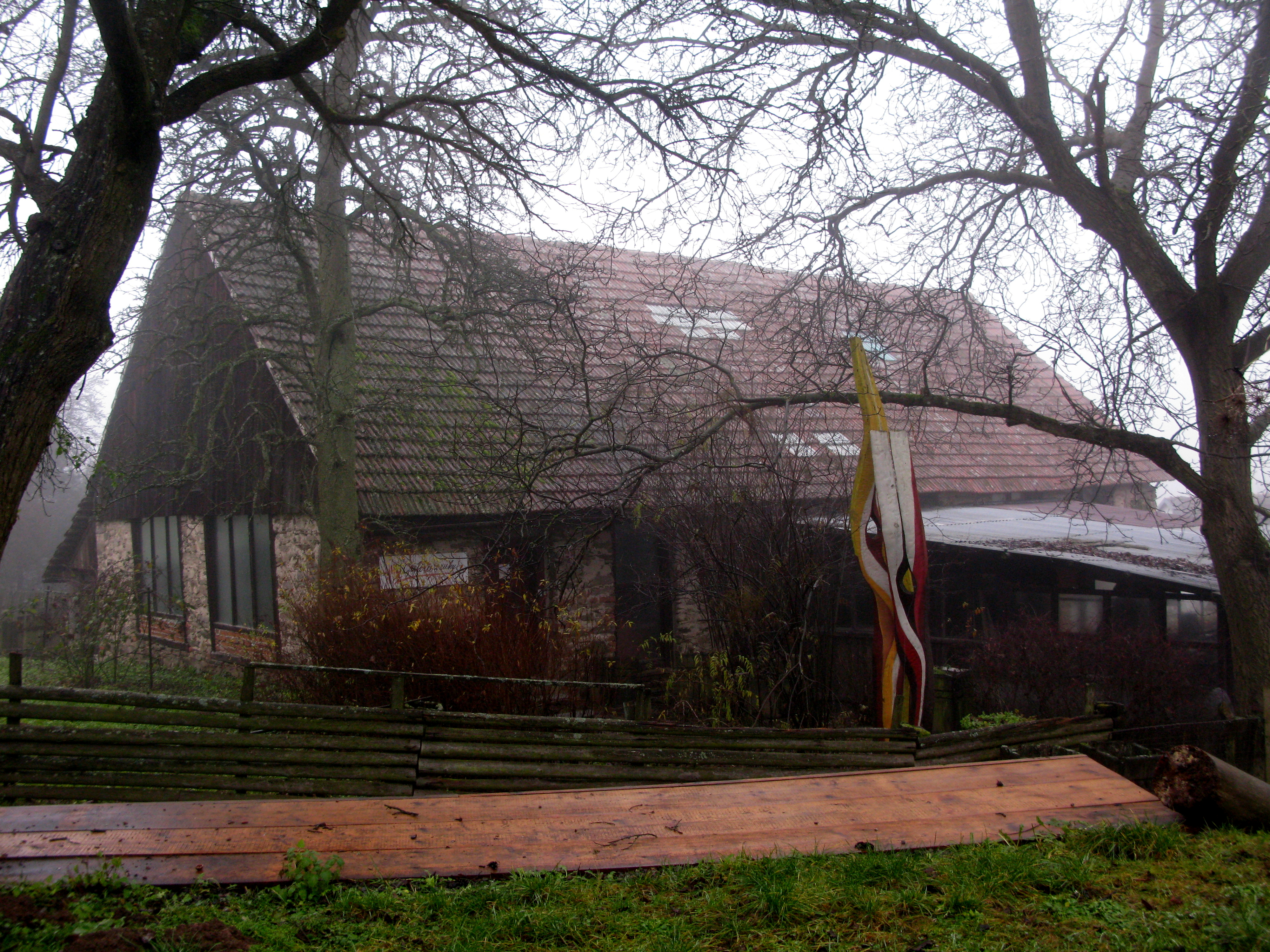
Galerie z ruky
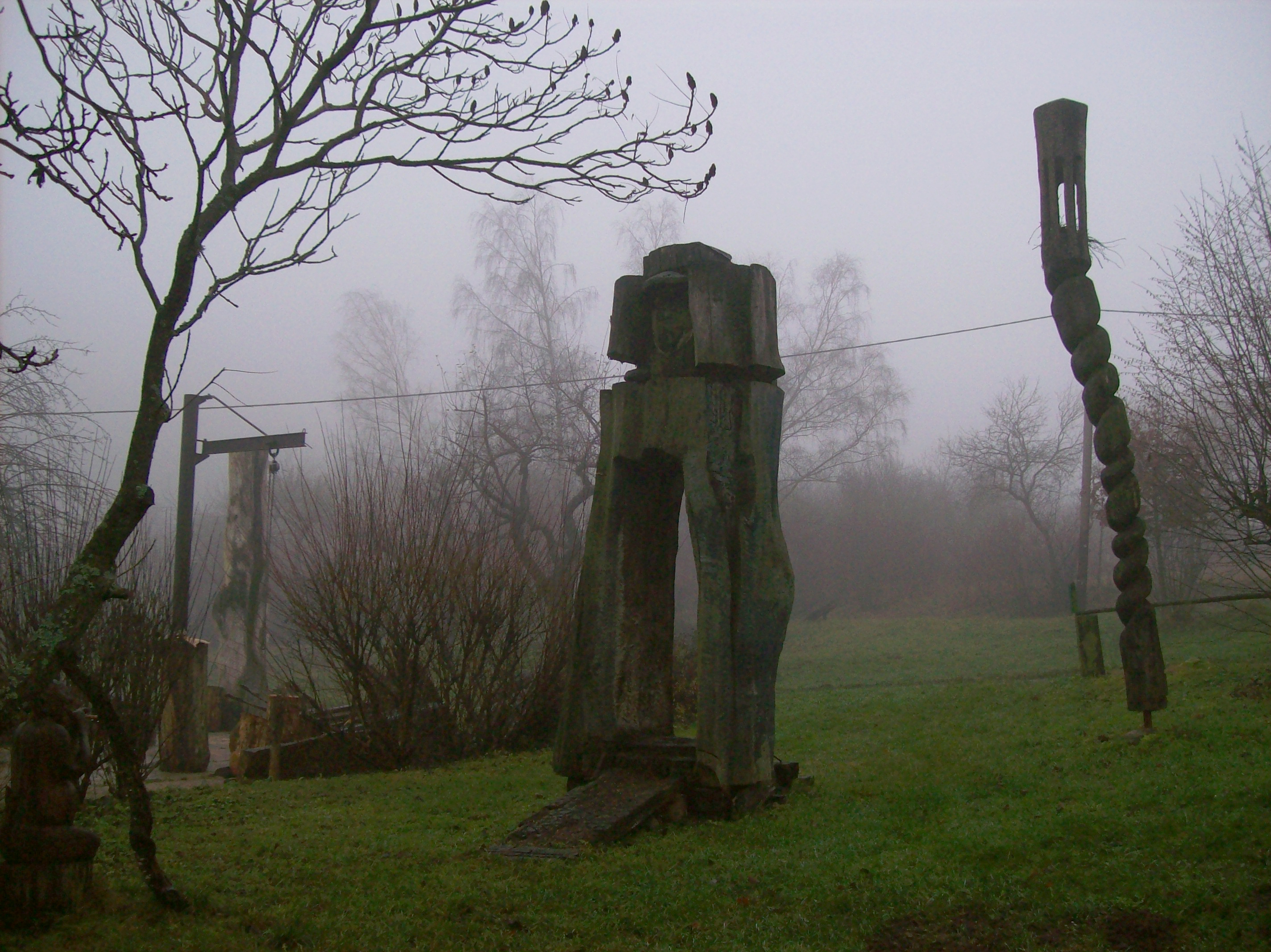
Dřevěné skulptury u galerie